# حمام رادكان
حمام رادكان (بالفارسية: حمام رادکان) هو حمام تاريخي يعود إلى القاجاريون، ويقع في مقاطعة تشناران.